# Eosthenias fasciculosus
Eosthenias fasciculosus är en skalbaggsart som först beskrevs av Stefan von Breuning 1938.  Eosthenias fasciculosus ingår i släktet Eosthenias och familjen långhorningar. Inga underarter finns listade i Catalogue of Life.